# Pescaia di Santa Rosa

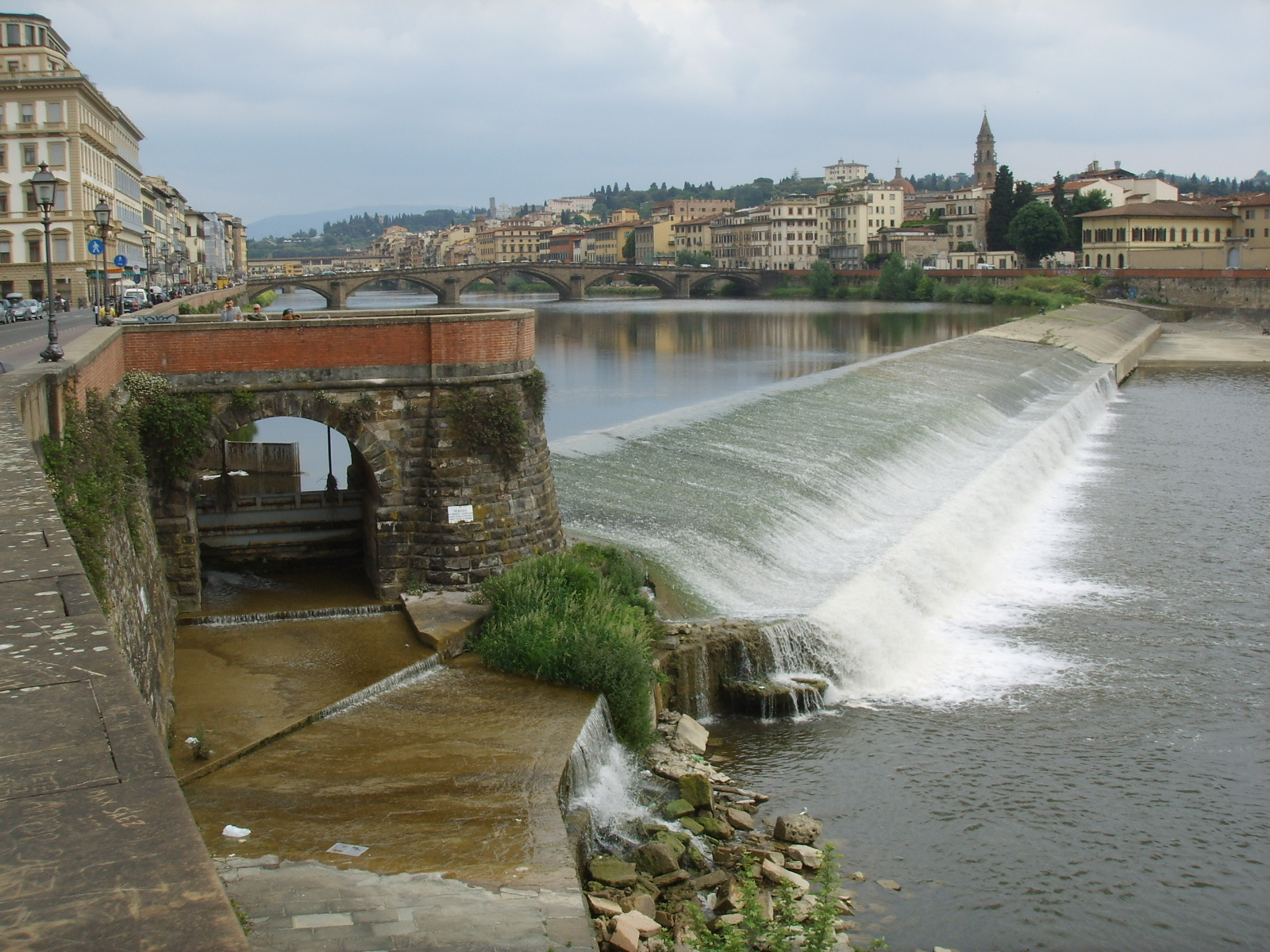
La pescaia di Santa Rosa

La pescaia di Santa Rosa si trova a Firenze sul lungarno Vespucci, sotto una terrazza prospiciente dal lungarno sul fiume. Deve il suo nome al torrino di Santa Rosa, nelle vicinanze in Oltrarno. Attualmente assolve al compito di una tutela della portata liquida e solida del fiume, prevenendo i rischi idrogeologici che potrebbero destabilizzare l'alveo. Stabilizza, infatti, le sponde e favorisce la formazione di zone di riporto, in continua evoluzione, di notevole interesse ecologico e naturalistico e per comprendere in parte le dinamiche fluviali. Sprona le acque a modificarla e aiuta a mantenere un loro scorrimento naturale. In quel punto vi è un notevole salto sul livello del mare di 5-7 metri, e la forza della corrente è considerevole così come la sua naturalezza.
La pescaia è formata dai resti dei mulini e delle costruzioni della chiusa, realizzata per il Fosso Macinante, opere demolite all'epoca della costruzione del lungarno.
Vicino alla pescaia di Santa Rosa passa il ponte Amerigo Vespucci, che conduce in borgo San Frediano.
Sul bastione della pescaia, lato lungarno Corsini, nel 2013 è stata posta una targa a ricordo del ristoratore Giuliano Gargani:
| 14 DICEMBRE 2013 IN RICORDO DI GIULIANO GARGANI "I' GARGA" ECLETTICO ARTISTA FIORENTINO |

Sull'opposto lungarno Soderini, lato interno della spalletta d'Arno, si trova un'altra lapide:
| NELL'ANNO 1818 PER RICHIAMARE IL CORSO DELLE ACQUE VERSO IL CANALE SULLA DESTRA DEL FIUME FU ALZATA D UN BRACCIO RASENTE QUESTA SPONDA LA CRESTA DELLA PESCAJA E CONDOTTA IN DECLIVE FINO AL PIANO ORIZZONTALE DELLA ANTICA |